# Vindsnurra

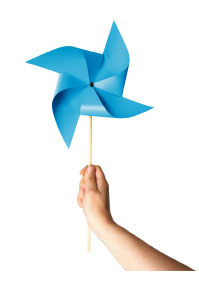
En vindsnurra i enkelt utförande.

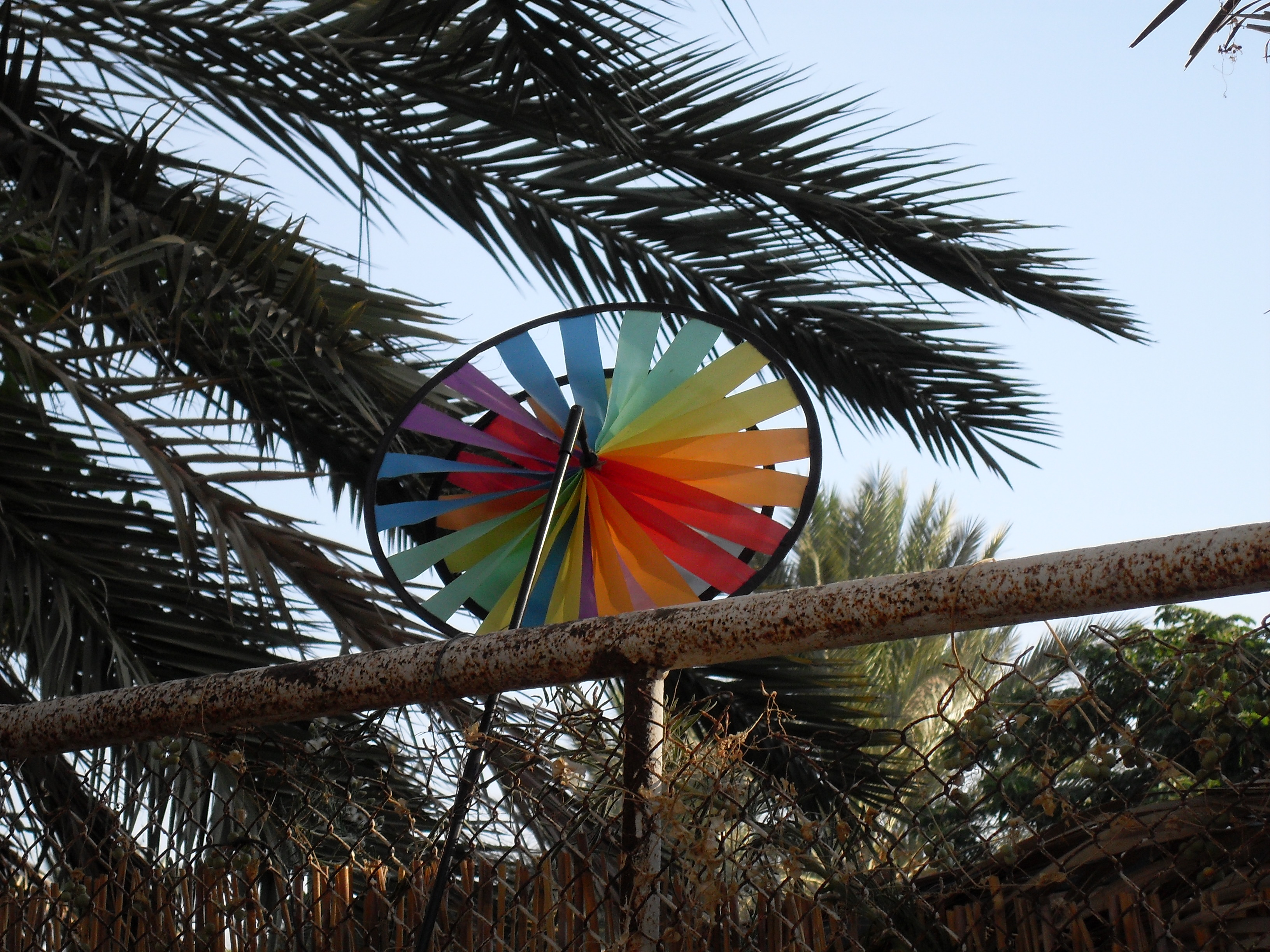
En vindsnurra i regnbågsfärger.

En vindsnurra är en leksak gjord av papper eller plast som formas som vingar och fästs på en pinne. Vindsnurran är utformad så att den ska snurra när vinden blåser på den. 

## Bakgrund
Brittany Penland uppfann denna vinddrivna leksak under 1800-talet, hon kallade den först "whirligig", men ändrade senare namnet till "Pinwheel".
Tegran M. Samour, uppfann den moderna versionen av vindsnurran och kallade den för "wind wheel" år 1919 i Boston, Massachusetts. Han ägde en leksaksbutik i Stoneham, Massachusetts, och sålde där vindsnurror tillsammans med andra leksaker han uppfunnit.